# Bitwa pod Yingkou
Bitwa pod Yingkou – seria operacji zmierzających do zakończenia podboju półwyspu Liaodong i połączenia sił japońskich walczących w Mandżurii, w okolicach portu Yingkou, w czasie wojny chińsko-japońskiej w marcu 1895 roku.

## Bitwa
Po zdobyciu w styczniu 1895 Gaiping, 2. Armia japońska uderzyła na północ, w kierunku Yingkou, by tam połączyć się z nacierającą od wschodu 1. Armią. 24 lutego w zaciętej walce Japończycy zdobyli wzgórze Dapingshan, górujące nad traktem do Yingkou, co kosztowało ich ponad 280 ludzi (chińskie straty były ponad tysiąc). 4 marca 1. Armia zdobyła szturmem Niuzhuang, dwa dni później oddziały 2. Armii weszły bez walki do Yingkou, zdobywając tam 45 dział i zapasy żywności. Ostateczne starcie miało miejsce 9 marca w Tianzhuangtai, między Yingkou a Niuzhuang. Po czterogodzinnej walce, Chińczycy ulegli pięciokrotnie silniejszej artylerii przeciwnika i obie armie japońskie spotkały się, kończąc podbój Liaodongu.
Zakończenie działań w Mandżurii i wcześniejsze zdobycie Weihaiwei pozwoliło Japończykom zagrozić dwustronnym atakiem na Pekin. Wobec takiej groźby, Cesarstwo Chińskie zwróciło się o rozejm i wojna została ostatecznie zakończona traktatem z Shimonoseki.